# Siegfried Zahn
Siegfried Zahn (* 22. November 1936 in Kurtsdorf, Kreis Regenwalde) ist ein deutscher Politiker (DBD, CDU) und ehemaliges Mitglied des Landtags von Mecklenburg-Vorpommern.
Siegfried Zahn absolvierte eine Fachschule für Landwirtschaft, später ein Fernstudium zum Diplomlandwirt an der Universität Rostock. 1971 wurde er dort mit einer Arbeit aus dem Bereich der Tierzucht promoviert. Er war im landwirtschaftlichen Bereich tätig, sowohl in der landwirtschaftlichen Forschung als auch in einer Landwirtschaftlichen Produktionsgenossenschaft.
Er gehörte seit 1953 der Demokratischen Bauernpartei Deutschlands (DBD) an und war vier Jahre lang Kreisvorsitzender der DBD. Mit der Fusion der DBD mit der CDU wurde er 1990 CDU-Mitglied. Bei der Landtagswahl in Mecklenburg-Vorpommern 1990 erhielt er im Wahlkreis Bad Doberan ein Direktmandat für den Landtag. Im Landtag war er stellvertretender Vorsitzender des Finanzausschusses. Er gehörte von 2004 bis 2009 der Gemeindevertretung von Satow an.